# Королівство Шоа
Королі́вство (султанат) Шоа́ (Шова) мало стратегічне розташування на перехресті торговельних шляхів, які зв'язували християнську Ефіопію та мусульманські порти на Червоному морі: Асбарі, Масал і Нора перебували в самому центрі королівства. Серед виявлених археологами будівель у містах Асбарі, Масал і Нора — добре збережені мечеті, стіни яких прикрашені каліграфічними арабськими написами, мусульманські поховання й міські мури заввишки у декілька метрів. Місце розкопок перебуває приблизно за 45 км на південний схід від міста Шоа Робіт районі Іфат.
З 10 століття Шоа вважалося незалежною державою, однак наприкінці ХІІІ століття королівство перейшло під політичний контроль султанату Іфат.